# Danh sách thành viên của Nhà Windsor
Nhà Windsor là vương tộc trị vì Khối thịnh vượng chung Anh, bao gồm các hậu duệ dòng nam của Nữ vưng Victoria - những người có quyền kế thừa ngai vàng (Sắc lệnh của Hội đồng Cơ mật 1917)  và các hậu duệ dòng nam của Elizabeth II (Sắc lệnh của Hội đồng Cơ mật 1952). Theo hai Sắc lệnh này, sau khi kết hôn con gái của hậu duệ dòng nam sẽ mất đi họ Windsor.
Dòng dõi của Vương tử Arthur, Công tước xứ Connaught, con trai thứ ba của Victoria của Anh, qua đời vào năm 1974 và cố Vương tôn nữ Patricia xứ Connaught, sau này là Phu nhân Patricia Ramsay.
Dòng dõi của Vương tử Leopold, Công tước xứ Albany, con trai út của Victoria của Anh, không được coi là thành viên của Nhà Windsor, vì họ đã đứng về phe của Đức trong Thế chiến thứ nhất với tư cách là Công tước của Sachsen-Coburg và Gotha (ngoại trừ con gái của Công tước, Vương tôn nữ Alice, Bá tước phu nhân xứ Athlone, người vẫn được coi là thành viên của Nhà Windsor bởi vì bà vẫn ở lại Vương quốc Anh).
Ba trong số các thành viên hiện tại của Nhà Windsor là người Công giáo (có nhãn "CA" trong bảng), và do đó bị loại khỏi hàng ngũ kế vị ngai vàng của Anh. 49 người còn lại (không bao gồm Nữ vương Elizabeth II) nằm trong hàng kế vị, mặc dù không liên tiếp. Hai trong số 49 người này trước đây đã bị loại khỏi hàng kế vị do đã kết hôn với người Công giáo, nhưng họ đã được khôi phục vào năm 2015 khi Đạo luật Kế vị 2013 có hiệu lực.

## Nhà Windsor: Bảng hậu duệ dòng nam của George V
Thành viên
- Hậu duệ dòng nam của George V
- Hậu duệ dòng nam của Nữ vương Elizabeth II và Philip, Công tước xứ Edinburgh

| Hậu duệ của George V                                | Vị trí trong hàng ngũ kế vị | Tên                                              | Ngày sinh (tuổi)         | Ảnh |
| --------------------------------------------------- | --------------------------- | ------------------------------------------------ | ------------------------ | --- |
| Hậu duệ của Vua George VI                           |                             |                                                  |                          |     |
| 2                                                   |                             | Nữ vương Elizabeth II                            | 21 tháng 4, 1926         |     |
| 3                                                   | Quốc vương                  | Quốc vương Charles III                           | 14 tháng 11, 1948        |     |
| 4                                                   | 1                           | Thân vương xứ Wales                              | 21 tháng 6, 1982         |     |
| 5                                                   | 2                           | Vương tôn George xứ Wales                        | 22 tháng 7, 2013         |     |
| 5                                                   | 3                           | Vương tôn nữ Charlotte xứ Wales                  | 2 tháng 5, 2015          |     |
| 5                                                   | 4                           | Vương tôn Louis xứ Wales                         | 23 tháng 4, 2018 (6 năm) |     |
| 4                                                   | 5                           | Công tước xứ Sussex                              | 15 tháng 9, 1984         |     |
| 5                                                   | 6                           | Vương tôn Archie xứ Sussex                       | 6 tháng 5, 2019          |     |
| 5                                                   | 7                           | Vương tôn nữ Lilibet xứ Sussex                   | 4 tháng 6, 2021          |     |
| 3                                                   | 8                           | Công tước xứ York                                | 19 tháng 2, 1960         |     |
| 4                                                   | 9                           | Vương tôn nữ Beatrice, Mrs Edoardo Mapelli Mozzi | 8 tháng 8, 1988          |     |
| 4                                                   | 11                          | Vương tôn nữ Eugenie, Mrs Jack Brooksbank        | 23 tháng 3, 1990         |     |
| 3                                                   | 13                          | Công tước xứ Edinburgh                           | 10 tháng 3, 1964         |     |
| 4                                                   | 14                          | James, Bá tước xứ Wessex                         | 17 tháng 12, 2007        |     |
| 4                                                   | 15                          | Công nữ Louise Windsor                           | 8 tháng 11, 2003         |     |
| 3                                                   | 16                          | Vương nữ Vương thất                              | 15 tháng 8, 1950         |     |
| Hậu duệ của Vương tử Henry, Công tước xứ Gloucester |                             |                                                  |                          |     |
| 2                                                   | 31                          | Công tước xứ Gloucester                          | 26 tháng 8, 1944         |     |
| 3                                                   | 32                          | Bá tước xứ Ulster                                | 24 tháng 10, 1974        |     |
| 4                                                   | 33                          | Huân tước Culloden                               | 12 tháng 3, 2007         |     |
| 4                                                   | 34                          | Tiểu thư Cosima Windsor                          | 20 tháng 5, 2010         |     |
| 3                                                   | 35                          | Tiểu thư Davina Windsor                          | 19 tháng 11, 1977        |     |
| 3                                                   | 38                          | Tiểu thư Rose Gilman                             | 1 tháng 3, 1980          |     |
| Hậu duệ của Vương tử George, Công tước xứ Kent      |                             |                                                  |                          |     |
| 2                                                   | 41                          | Công tước xứ Kent                                | 9 tháng 10, 1935         |     |
| 3                                                   | 42                          | Bá tước St Andrews                               | 26 tháng 5, 1962         |     |
| 4                                                   | CA                          | Huân tước Downpatrick                            | 2 tháng 12, 1988         |     |
| 4                                                   | CA                          | Tiểu thư Marina Charlotte Windsor                | 30 tháng 9, 1992         |     |
| 4                                                   | 43                          | Tiểu thư Amelia Windsor                          | 24 tháng 8, 1995         |     |
| 3                                                   | CA                          | Huân tước Nicholas Windsor                       | 25 tháng 7, 1970         |     |
| 4                                                   | 44                          | Albert Windsor                                   | 22 tháng 9, 2007         |     |
| 4                                                   | 45                          | Leopold Windsor                                  | 8 tháng 9, 2009          |     |
| 4                                                   | 46                          | Louis Windsor                                    | 27 tháng 5, 2014         |     |
| 3                                                   | 47                          | Lady Helen Taylor                                | 28 tháng 4, 1964         |     |
| 2                                                   | 52                          | Vương tôn Michael xứ Kent                        | 4 tháng 7, 1942          |     |
| 3                                                   | 53                          | Huan tước Frederick Windsor                      | 6 tháng 4, 1979          |     |
| 4                                                   | 54                          | Maud Windsor                                     | 15 tháng 8, 2013         |     |
| 4                                                   | 55                          | Isabella Windsor                                 | 16 tháng 1, 2016         |     |
| 3                                                   | 56                          | Tiểu thư Gabriella Kingston                      | 23 tháng 4, 1981         |     |
| 2                                                   | 57                          | Vương tôn nữ Alexandra, Phu nhân Danh dự Ogilvy  | 25 tháng 12, 1936        |     |

## Liên kết ngoại
- Trang web chính thức của Vương thất